# Duffy (sanger)
Aimee Anne Duffy (født 23. juni 1984 i Gwynedd), kendt under kunstnernavnet Duffy, er en walisisk singer-songwriter, der primært synger  soul.

## Biografi
Duffy er født i Gwynedd i det nordvestlige Wales og har en tvillingsøster, Katy, og en storesøster, Kelly. Forældrene blev skilt, da hun var 10, og hun flyttede med sin mor og sine søstre til Pembrokeshire i det sydvestlige Wales. I 1998 blev familien sat under politibeskyttelse, da politiet optrævlede en plan fra hendes stedfars ekskone om at få en lejemorder til at myrde stedfaderen for £3000. Ekskonen kom til at afsone 3½ år i fængsel for forbrydelsen, og Duffy har henvist til hendes alkoholisme som årsag til, at hun ikke drikker alkohol eller bruger narkotika.
Hendes musikalske interesse kom fra hendes fars videosamling af gamle popudsendelser fra 1960'erne, og hun begyndte at synge som 6-årig. Hun begyndte også snart at skrive tekststumper ned på papir. Til gengæld kunne hun ikke bruges i skolens kor, da hendes stemme var for stor.
Som 15-årig begyndte Duffy at synge i lokale bands, og nogle år senere var hun uden succes med i et musikalsk projekt i Schweiz. Tilbage i Wales blev hun i 2003 inviteret med i et lokalt tv-show, hvor deltagerne konkurrerede. Hun havde gået på college i Wales og senere på universitetet i Chester i England, hvilket hun dog droppede for at arbejde hos en optiker og synge i sin fritid. I 2004 indspillede hun sin første plade, en ep på walisisk. Hun begyndte efterhånden at møde forskellige folk i musikbranchen, herunder tidligere musikere fra Public Image Ltd. og Suede. Især Bernard Butler, tidligere guitarist i Suede, var med til at give hende nye input ved at præsentere hende for forskelligt anderledes musik, og han var med til at give hende en "ældre" lyd.
I 2007 fik hun omsider en pladekontrakt, da flere pladeselskaber var interesseret i at finde en ny "Amy" (Amy Winehouse). I pressen blev der skrevet om hende i den rolle, og hun blev ligeledes sammenlignet med Dusty Springfield. Hun optrådte nogle gange i forskellige tv-programmer på BBC, og i januar 2008 blev hun valgt som nr. to på en liste over navne, der forventedes at slå igennem i dette kalenderår.
Duffy indspillede debutalbummet Rockferry, der udkom i marts 2008, men allerede i månederne forinden havde hun udsendt singlerne Rockferry og Mercy, hvor især sidstnævnte var blevet et stort hit. Albummet blev derfor modtaget med stor interesse, og efter blot tre måneder havde albummet solgt 700.000 eksemplarer i Storbritannien. Også i USA havde hun succes, efter at Mercy kom med i filmen Sex and the City: The Movie.
I Danmark har hun optrådt på Roskilde Festival 2008.

## Diskografi

### Studiealbums
- 2008 – Rockferry
- 2010 – Endlessly

### Singler
- 2007 – "Rockferry" (Kun udsendt i Storbritannien)
- 2008 – "Mercy"
- 2008 – "Warwick Avenue"

## Bandmedlemmer
- Aimee Duffy: vokal
- Bernard Butler: guitar, piano, slagtøj
- Makoto Sakamoto: trommer
- David McAlmont: vokal
- Tobi Oyerinde: guitar
- Ayo Oyerinde: keyboard
- Tom Meadows: trommer
- Ben Epstein: bas
- Jon Green: guitar
- Josh McKenzie: slagtøj